# Sanguigna

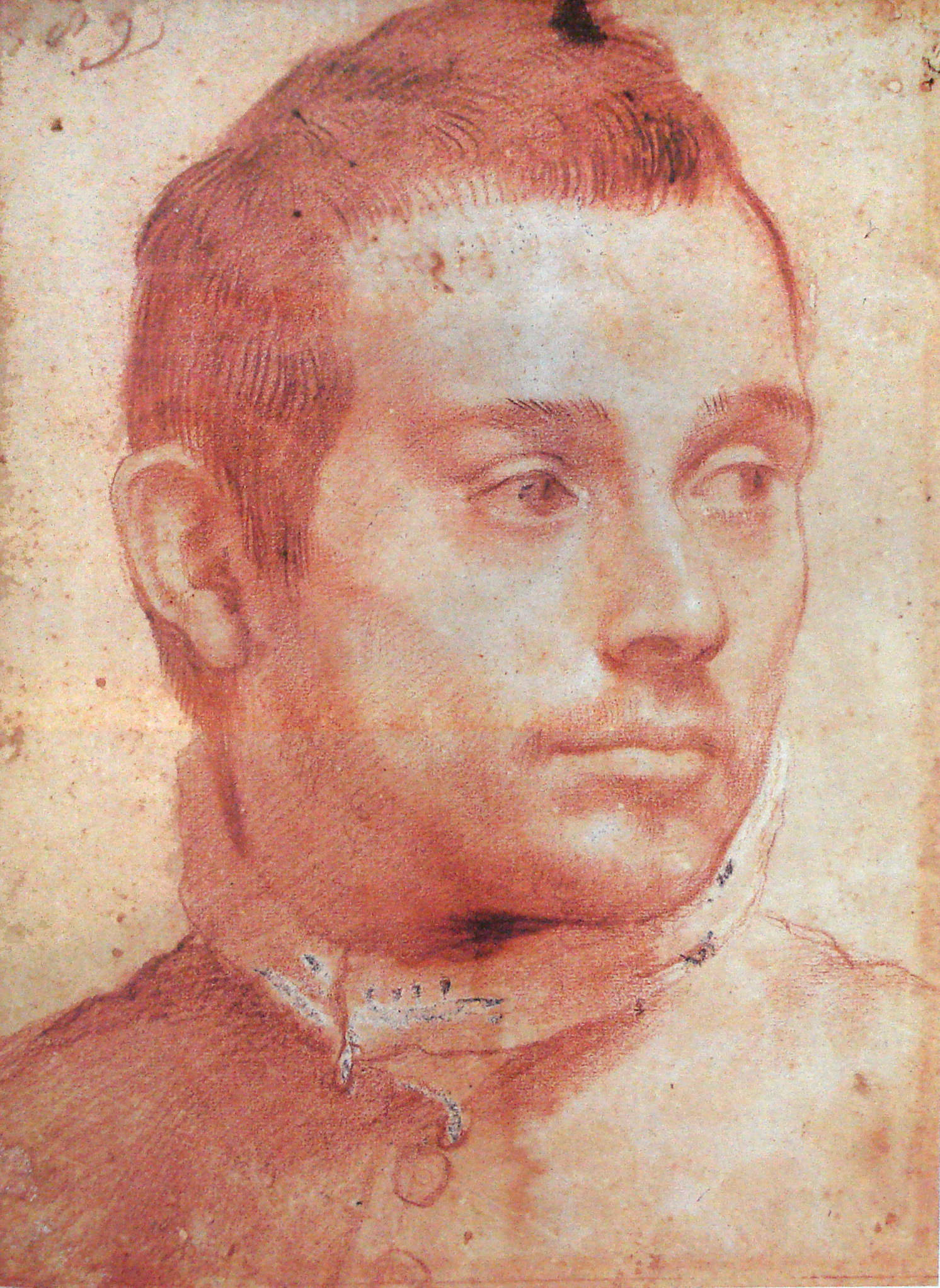
Esempio di disegno a sanguigna: Ritratto di uomo di Annibale Carracci.

La sanguigna è un'ocra rossa usata per creare pastelli da disegno, particolarmente popolare nel Rinascimento e nell'età barocca. Il colore, simile al sangue, è dovuto al materiale di cui è composta, ovvero l'ematite, un minerale ferroso. La miscela di ematite viene modellata per formare bastoncini appuntiti con i quali è possibile tracciare segni sulla carta. Spesso la miscela è arricchita con piccole quantità di ocra.

## Utilizzo in grafica
Per tutto il Rinascimento questo strumento da disegno fu diffusissimo e con il termine "matita", che per l'appunto deriva da ematite, si soleva comunemente indicare proprio la sanguigna. A quell'epoca la sanguigna veniva utilizzata montandone piccoli pezzi su cannucce portamine poi appuntiti. Solo in età più moderna compaiono sanguigne fatte in foggia delle nostre comuni matite a grafite, ove l'ematite è inserita in un legno che viene appuntito insieme alla mina.
La sanguigna, nelle tecniche grafiche, può essere utilizzata come una comune matita di grafite, impiegando il tratteggio per simulare le parti in ombra d'un modello e lasciando pulita la superficie del foglio per quelle in luce. Oppure può essere utilizzata la tecnica della sfumatura in cui, servendosi d'uno straccio, l'artista spande i segni polverosi lasciati sul foglio dalla sanguigna fino ad abbassare il tono dell'intera superficie, per poi riprendere il lavoro asportando la polvere sui punti luce; per questa operazione si utilizza mollica di pane o gomma tenera. Spesso le due tecniche, tratteggio e sfumatura, vengono usate in combinazione.
In molti antichi disegni la sanguigna si trova utilizzata insieme a carboncini o a pietra nera: veniva eseguito un primo abbozzo a sanguigna che era poi ripreso coi segni più scuri del carbone o della pietra nera. Il tono di colore più chiaro della sanguigna evitava che a lavoro finito i primi segni, spesso soggetti a ripensamenti, potessero intralciare la visione d'insieme della versione definitiva. Nel XVII secolo la sanguigna fu sovente adoperata su fogli tinti e in combinazione con la biacca o con il gesso, con cui s'ottenevano le luci, o a volte era usata insieme all'acquarello. Data la natura polverosa della sanguigna, dei carboncini e del gesso, i lavori eseguiti con questa tecnica necessitano un fissaggio finale; a tal fine si usano soluzioni acquose di gomma arabica o alcoliche di gommalacca; se ne trovano in commercio bombolette spray pronte all'uso.
Oggigiorno la sanguigna continua a essere usata dagli artisti per disegnare, benché, in virtù dell'industrializzazione dei materiali per belle arti, si chiamino spesso 'sanguigne' non disegni realmente eseguiti con l'ematite bensì con sue imitazioni create a partire da miscele di terre calcinate e di cere.